# Olteanca, Teleorman
Olteanca este un sat în comuna Segarcea-Vale din județul Teleorman, Muntenia, România.